# Mário Pereira (ator)
Mário Pereira (Barreiro, 12 de Maio de 1933 - Amadora, 14 de Setembro de 1996) foi um actor português, que deixou uma marca profunda no Teatro, tendo passado por quase todas as importantes companhias de Teatro. Era actor residente do Teatro Nacional D.Maria II quando morreu.

## Biografia
Filho de um ferroviário, Mário Pereira começou no teatro ainda muito novo, como amador, tendo concluído o curso do Conservatório, em Lisboa, em 1954. Desde de então, participou nas mais diversas peças de teatro, fez rádio, e, actuou também na televisão e, no cinema. Deu a voz, na dobragem portuguesa, a uma das personagens mais marcantes na história da animação, Frollo, em O Corcunda de Notre Dame, numa dobragem, considerada a melhor de sempre. A sua inconfundível e característica voz foi um dos seus pontos fortes em toda a sua carreira. De entre os seus trabalhos, destacam-se novelas tais como Roseira Brava, Desencontros e Vidas de Sal.
Faleceu no dia 14 de Setembro de 1996, no Hospital Amadora-Sintra. Era casado com Fernanda Montemor, outra conhecida actriz portuguesa.